# پایگاه هوایی آبی مون-ترمبلان/لک دوآمل
پایگاه هوایی آبی مون-ترمبلان/لک دوآمل (به انگلیسی: Mont-Tremblant/Lac Duhamel Water Aerodrome) یک فرودگاه همگانی است که یک باند فرود آب دارد. این فرودگاه در کشور کانادا قرار دارد و در ارتفاع ۲۴۴ متری از سطح دریا واقع شده‌است.